# Matthias Schuler
Matthias Schuler (* 26. Oktober 1876 in Riveris; † 29. November 1955 in Trier) war ein deutscher Theologe und Kirchenhistoriker.

## Leben
Schuler wurde 1900 zum Priester geweiht und war daraufhin vier Jahre als Kaplan tätig. Anschließend studierte er in Berlin und wurde 1909 promoviert. 1924 wurde er zum Professor der Kirchengeschichte am Bischöflichen Priesterseminar in Trier ernannt. Dort lehrte und forschte er bis zu seiner Emeritierung 1949. Schuler beschäftigte sich hauptsächlich mit der rheinischen Kirchengeschichte der Frühzeit und des Mittelalters, darunter insbesondere mit der Geschichte der Diözese Trier. 

## Veröffentlichungen
- Die Besetzung der Deutschen Bistümer in den drei rheinischen Kirchenprovinzen in den ersten Jahren Papst Bonifaz' VIII. (1295–1298). Blanke, Berlin 1909 (Berlin, Univ., Diss., 1909).
- Über die Anfänge des Christentums in Gallien und Trier mit besonderer Berücksichtigung der These von Louis Duchesne. In: Trierer Zeitschrift, Jg. 6 (1931), Heft 2/3, S. 80–103.

- Klemens von Rom und "Petrus in Rom". Paulinus-Druckerei, Trier 1941.

Herausgeberschaften
- Geschichte der Pfarreien der Diözese Trier. Trier 1923ff
- Pastor Bonus. Zeitschrift für kirchliche Wissenschaft und Praxis
- Trierer Theologische Zeitschrift